# 走班制
走班制是常见于世界各地学校，特别是大学的一种上课方式。走班制下，学生没有固定班级，或者班级只是一个行政上的划分，没有实质意义。学生上不同的课在不同教室。世界上大多数大学采用此种上课方式，少数中学，如中国大陆的北大附中北京市十一学校等，也采用此上课方式，而军队院校、大多数中小学不采用。